# Lertjärnen (Arjeplogs socken, Lappland)
Lertjärnen är en sjö i Arjeplogs kommun i Lappland och ingår i Umeälvens huvudavrinningsområde.